# Instanton de Hawking-Turok
Pour les articles homonymes, voir Hawking et Turok.
En cosmologie, l’instanton de Hawking-Turok est une particule hypothétique, supposée constituée d'un enchevêtrement spatio-temporel, extrêmement dense, qui ne dure qu'un instant (d'où le nom) puis forme spontanément un Univers ouvert et en inflation.
Cette hypothèse est le résultat de la collaboration entre les cosmologues Stephen Hawking et Neil Turok. Le principal intérêt de ce modèle est qu'il prédit que les lois de la physique restent valables aux plus petites échelles de temps de l'histoire de l'Univers, et s'appliquent même à cette particule.
Neil Turok disait à son sujet : « Our instanton is a sort of self-lighting fuse that ignites inflation. »
Pour expliquer le Big Bang et le contenu de notre Univers avec exhaustivité, il faut que temps, espace, gravité et matière s'entremêlent.